# Jean-Pierre Eustache
Pour les articles homonymes, voir Eustache.
Jean-Pierre Eustache est un flûtiste français, né à Caen le 14 octobre 1930 et décédé le 1er juillet 2014 à Suresnes (Hauts-de-Seine)

## Biographie
Né à Caen (Calvados) en 1930 d’une de famille de musiciens. Il épouse Genevieve Dinand, professeur de piano et concertiste.
Premier prix de flûte à 12 ans au conservatoire de sa ville natale. Puis élève du conservatoire national de musique de Paris où il a pour maîtres Marcel Moyse et Roger Cortet.
Reçu premier dans sa classe, il obtient une première médaille de solfège et en 1952 un 1er prix de flûte.
Jean-Pierre Eustache est successivement professeur de flûte au conservatoire de Reims, professeur de flûte et de solfège au conservatoire de Grenoble.
En 1960, il entre dans l’orchestre du Théâtre National de l’Opéra de Paris, comme flûtiste, après un brillant concours. En 1963, il est nommé sur concours 1re flûte solo.
Il a joué sous la baguette des plus grands chefs d’orchestre de la planète.

## Citations
« Quand on cite les grands flûtistes, que ce soit d'avant-hier (Moyse, Le Roy, Gaubert, Caratgé, Crunelle, Dufrêne) ou d'hier (Rampal, Bourdin, Marion, Michel Debost, Lardé, Larrieu), il faudrait que les gens prennent l'habitude d'y ajouter Jean-Pierre Eustache. »
2002 - Christian Merlin, critique musical au Figaro (avec son aimable autorisation)

## Quelques dates clés
1950 - Élève du Conservatoire national supérieur de musique de Paris où il a pour maîtres Marcel Moyse, Roger Cortet. Reçu 1er dans la classe de Marcel Moyse.
1952    - Professeur de flûte au Conservatoire de Reims et flûtiste au théâtre de cette ville.
1953    - Nommé sur concours professeur de flûte et de solfège au conservatoire de Grenoble. 
1954    - Obtient la 1re médaille à l’unanimité au Concours International de Genève, après avoir participé à la finale, avec l’Orchestre de la Suisse Romande.
1958    - Remporte à l’unanimité le second prix de flûte au Concours International de Genève. 
1960    - Entre au sein de l’Orchestre du Théâtre National de l’Opéra, comme flûtiste.
1962    - Nommé sur concours 2e flûte solo à l’Opéra au départ de Jean-Pierre Rampal.
1963    - Est nommé sur concours 1re flûte solo du Théâtre National de l’Opéra en remplacement de Lucien Lavaillotte
1966    - Interprète avec Lily Laskine, le Concerto pour flûte et harpe de Mozart. 
1970    - Alain Lombard lui propose la place de "principale flûte" à l'orchestre de Miami (Floride), mais le syndicat américain s'y oppose. 
1972    - Devient membre de la société française de Musicologie.
1973        - Palais Garnier – Juin 
- Participe avec Carolyn Carlson à la création chorégraphique de « Densité 21.5 » d’Edgard Varèse pour flûte seule et par la suite, en fera un enregistrement à l’Office de radiodiffusion télévision française

1989    - Participe à la soirée exceptionnelle d’inauguration de l’Opéra Bastille le 14 juillet.

## Distinctions
Chevalier de l'Ordre des Arts et des Lettres en rapport à ses travaux de recherches musicologiques. promotion 2003

## Écrits, parutions
- Création unique au monde du Tableau chronologique des flûtistes et des Chefs d'Orchestre de l'Opéra de 1671 à 1980.
- Création de l'historique des violons solos de l’Opéra depuis 1671 et des violoncellistes depuis le XVIIIe siècle
- Variations pour flûte sur un thème de Paganini
- Il participe activement en 2006 à la rédaction d'un Grand livre sur l'Opéra de Paris (Garnier)

## Collection privée

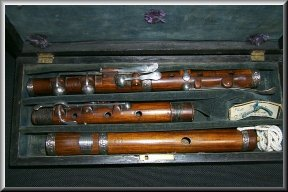
Flute Drouet

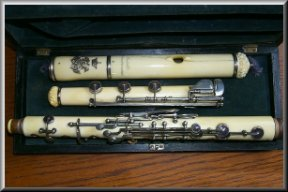
Flûte du Tzar

Jean-Pierre Eustache est également collectionneur. En effet il possède 2 flutes exceptionnelles.
- La première est une flûte en bois de Louis Drouet (Époque de Bond Street, avec étui d’époque vers 1816 – 1817) - Le numéro 240 est gravé sur les quatre parties de l’instrument. Il existe très peu d’exemplaires de flûtes Drouet à 8 clés dans le monde.

- La deuxième est une flûte en ivoire fabriquée dans les années 1880~90 et comporte 13 clés émaillées de forme coniques. Sa longueur totale est de 723 millimètres et présente 4 parties. Cette flûte ayant appartenu au Tsar de toutes les Russies, Nicolas II, lui a été donnée en 1972 par un de ses amis flûtiste du Philharmonique de Leningrad, Vladimir Fedotov.

- Pour la petite histoire, la fille de Vladimir Fedotov, Maria Fedotova, commença à jouer de la flûte sur deux flûtes de Jean-Pierre Eustache. (Elle est aujourd'hui flûtiste au Tchaikovsky Symphony Orchestra de Saint Petersbourg) !
- En 2013, Maria et Jean-Pierre se sont rencontrés à Paris lors du Concert de Maria au Théâtre des Champs-Élysées. À cette occasion, Jean-Pierre Eustache lui a fait cadeau de la flûte du Tsar offerte par son père 32 ans auparavant.

## Vie privée
Jean-Pierre Eustache a eu quatre enfants :
- Eric-Pierre, Informaticien (née en 1957)
- Isabelle, Professeur de Danse (1959)
- Philippe, Musicien et Instructeur de Secourisme (1961)
- Sarah, étudiante en droit (2001)

## Discographie
Léo Delibes : Coppélia
- Release Date: 06/27/2000 - Label: EMI CLASSICS -  Catalog No.: 73731

Sylvia & Coppelia [Highlights]
- Release Date: 09/29/1992 - Label: EMI CLASSICS - Catalog No.: 67208

Edgar Varèse: density 21.5 (Opéra Garnier 1973) Carolyn Carlson Danse.
Carmen à l'Opéra de Paris (flutiste solo)
Antonio Vivaldi
- six concerti pour flûte et cordes, opus 10 - 1960 - label Musidisc Europe 30 RC 779
- Collegium Musicum de Paris - direction Roland Douatte
- Jean-Pierre Eustache, Flûte, Anne-Marie Beckensteiner, clavecin

Michel Corrette
- Concertos de Noël

Conte de la Belle au bois dormant
- texte dit par Gérard Philipe, Flûte Jean-Pierre Eustache

Opéra de Lucia di Lammermoor
- Flûte solo sur l'air de la folie avec Mady Mesplé